# Осиповичі (Дорогичинський район)
Осипо́вичі (біл. Асіпавічы) — село в Дорогичинському районі Берестейської області Білорусі. Підпорядковується Антопільській сільській раді.

## Історія
Станом на 1885 рік у колишньому власницькому селі Антопільської волості Кобринського повіту Гродненської губернії мешкало 559 осіб, налічувалось 44 дворових господарства, існував постоялий будинок.
За переписом 1897 року кількість мешканців зросла до 826 осіб (411 чоловічої статі та 415 — жіночої), з яких 803 — православної віри.

## Населення
За переписом населення Білорусі 2009 року чисельність населення села становила 363 особи.